# Одарюковка

Одарюковка (укр. Одарюківка) — село,
Байракский сельский совет,
Диканьский район,
Полтавская область,
Украина.
Код КОАТУУ — 5321080803. Население по переписи 2001 года составляло 85 человек.

## Географическое положение
Село Одарюковка находится в 2,5 км от левого берега реки Средняя Говтва,
на расстоянии в 0,5 км расположено село Петренки.
По селу протекает пересыхающий ручей с запрудой.